# Tampuan
Le tampuan est une langue môn-khmer parlée par environ 24 000 Tampuan dans la province de Rotanah Kiri au Nord-Est du Cambodge.

## Classification interne
Le tampuan est classé parmi les langues bahnariques, dans le sous-groupe central de cette branche des langues môn-khmer.

## Phonologie
Les tableaux présentent les phonèmes vocaliques et consonantiques de la variété de tampuan du village de Yak Loum, près de Ban Lung, la capitale provinciale.

### Voyelles
|         | Antérieure                  | Centrale              | Postérieure         |
| ------- | --------------------------- | --------------------- | ------------------- |
| Fermée  | i̤ [i̤] i̤ː [i̤ː]               | ɨ̤ [ɨ̤] ɨ̤ː [ɨ̤ː]         | ṳ [ṳ] ṳː [ṳː]       |
| Moyenne | eː [eː]                     | ə̤ː [ə̤ː] ə [ə]         | o [o] oː [oː]       |
| Ouverte | ɛ̤ [ɛ̤] ɛ̤ː [ɛ̤ː] ɛ [ɛ] ɛː [ɛː] | a̤ː [a̤ː] a [a] aː [aː] | ɔ̤ [ɔ̤] ɔ [ɔ] ɔː [ɔː] |

La langue compte en plus un certain nombre de voyelles doubles :
- əi, əɨ, ou, aə, ai, ɨə, ao
- i̤ɜ, ṳɜ

### Consonnes
|               |              | Bilabiales | Alvéolaires | Alvéolaires | Alvéolaires | Vélaires | Glottales |
| ------------- | ------------ | ---------- | ----------- | ----------- | ----------- | -------- | --------- |
| Centrales     | Latérales    | Bilabiales | Palatales   |             |             | Vélaires | Glottales |
| Occlusives    | Sourdes      | p [p]      | t [t]       |             |             | k [k]    | ʔ [ʔ]     |
| Occlusives    | Sourdes asp. | ph [pʰ]    | th [tʰ]     |             |             | kh [kʰ]  |           |
| Occlusives    | Glottalisées | ʔb [ʔb]    | ʔd [ʔd]     |             |             |          |           |
| Affriquées    | Affriquées   |            |             |             | c [t͡ʃ]      |          |           |
| Fricatives    | Fricatives   |            |             |             | ç [ç]       |          | h [h]     |
| Nasales       | Simples      | m [m]      | n [n]       |             | ɲ [ɲ]       | ŋ [ŋ]    |           |
| Nasales       | Sourdes asp. | hm [hm]    | hn [hn]     |             | hɲ [hɲ]     |          |           |
| Liquides      | Simples      |            | r [r]       | l [l]       |             |          |           |
| Liquides      | Sourdes asp. |            | hr [hr]     | hl [hl]     |             |          |           |
| Liquides      | Glottalisées |            |             | ʔl [ʔl]     |             |          |           |
| Semi-voyelles | Simples      | w [w]      |             |             | j [j]       |          |           |
| Semi-voyelles | Glottalisées | ʔw [ʔw]    |             |             | ʔj [ʔj]     |          |           |

### Une langue à registres
Comme de nombreuses langues môn-khmer, le tampuan n'est pas une langue tonale, mais une langue à registres. Les voyelles sont prononcées soit avec une voix claire, soit avec une voix soufflée. Ces dernières sont notées ainsi : [a̤].

## Sources
- (en) Crowley, James Dale, Tampuan Phonology, Mon-Khmer Studies, 30:1-21, 2000.